# ケン・ニイムラ
ケン・ニイムラ（1981年10月19日 - ）は、スペイン・マドリード出身の漫画家・イラストレーター。日系スペイン人。
代表作に、2012年に国際漫画賞を受賞し、2018年に映画化された『I Kill Giants』（2009年）や、2019年にアイズナー賞の最優秀デジタルコミック賞を受賞した『Umami』（2018年）などがある。世界の主要なコミック市場（アメリカ、ヨーロッパ、日本）でオリジナル作品を出版しており、作品は最大12ヶ国語に翻訳されている。日本の東京を拠点に活動中。

## 来歴

### 生い立ち
1981年、日本人の父とスペイン人の母の間にスペイン・マドリードで生まれる。アーティストのマヌエラ・サンチェス・ゴンサレスのもとで教育を受け、その後、ラ・パルマ美術学校で、ぺぺ・ララス、エステル・ヒリ、カルロス・サルガドなどのアーティストと共に学ぶ。マドリード・コンプルテンセ大学では美術の学位を取得。また、エラスムス奨学金を得て、ブリュッセル王立美術アカデミーのイラストレーション学科でも学んだ。

### 1997〜2008年：キャリアの始まり
H Studios、Arruequen、Epicentro出版社などの創設メンバーとして、自費出版の分野でアーティストとしてのキャリアをスタートさせる。アンソロジー『La senda delSamurai』（Arruequen）に掲載された『Oni』（2001年）など、スペインの雑誌や同人誌で数多くの短編を発表し、スペイン国内で数多くの賞を受賞。20歳のとき、出版社Amaníacoから『Underground love』を出版し、以後この出版社と仕事をする。この時期に発表した作品には『Clockworld』、『OtrasJaulas』、『Historietas』、『Qu4ttrocento』などがある。『Dokan』、『Minami』、『Shirase』などの雑誌にイラストを提供するほか、『Japonés en Viñetas』シリーズ（Marc Bernabé）などのプロジェクトや、レプソル、サロン・デル・マンガ・デ・バルセロナ（現マンガバルセロナ）などの広告キャンペーンや、テレビチャンネル「クアトロ」の番組『La nochemanga』に登場するイラストを担当した。また、心理学博士モンセラット・ヒメネスの著書『Los niños vienen sin manual de instrucciones』の装画とCM用イラストを制作した。2007年には、アジア欧州財団（ASEF）が推進する「LINGUA COMICA」プロジェクトに、Sarnath Banerjee、Gerald Gorridge、小野耕世など、アジアやヨーロッパで活躍する漫画家と共に参加している。

### 2009〜2015年：『I Kill Giants』と『ヘンシン』
フランス・パリに移住。ジョー・ケリーが原作を担当し、イメージ・コミックから米国向けに出版された『I Kill Giants』（2009年）の制作に取り掛かる。この作品は2010年にアイズナー賞の「最優秀ティーンズ作品」部門にノミネートされ、2012年には国際漫画賞を受賞。さらに、2018年には映画化され、『バーバラと心の巨人』として公開された。『I Kill Giants』の成功により、Black（イタリア）、MANDALA（日本）、Popgun（アメリカ）、C&#39;est Bon Anthology（スウェーデン）、Spera（アメリカ）、Fluide Glamour（フランス）などの国際誌とコラボレーションが実現。これらの作品はすべて短編集『Traveling』（Norma Editorial、2014年）に収録されている。
日本に住居を移し、2013年に小学館の漫画雑誌『月刊IKKI』で『ヘンシン』を連載。13話の短編集は、東京での生活を綴った架空の日記のようなものとなっている。カナイセイジのカードゲーム『ラブレター』の特装版や、オンラインマガジン『Slate』のイラストレーターとして活動するほか、『I Kill Giants』の作品から着想を得て、2013年に同名の楽曲を発表した音楽グループThe Naked and Famousとのコラボレーションを行った。同時期に『アメイジング・スパイダーマン』や『ゴッサム・アカデミー』などの読み切り作品も出版している。

### 2016〜2022年：『Umami』、『決して開けてはいけません』、『ペニー・パーカー』
2017年に、Panel Syndicateを通じてウェブコミック『Umami』の連載を開始。ファンタジー世界を旅する二人の料理人の冒険を描いた物語で、2019年にアイズナー賞の最優秀デジタルコミック賞を受賞している。約3年間、日本、ヨーロッパ、アメリカを行き来しながら仕事を行った後、浦島太郎、鶴の恩返し、一休さんといった日本の昔話を再解釈した物語『決して開けてはいけません』（2021年）を発表。オリジナル版はAstiberriから出版されている。1年後の2022年には、映画『スパイダーマン:スパイダーバース』に登場する人気キャラクター、ペニー・パーカーを主人公にした初の長編作品『ペニー・パーカー：アフタースクール』（マーベル・コミック）を発表。イラストレーターとして、近年では、中国ロレアル、スペインのビール会社マオウ、ジャド・アパトー、日本のロックバンドであるGRAPEVINE、NHKなどの仕事を手がけた。また、2022年には、KONAMIアクション＆シューティングコンテストで優秀賞を受賞したゲーム『ツインビーLOOP! -光と闇の惑星の謎-』でグラフィックを担当した。

### 2023年〜現在：『Immortal Sergeant』
最新作『Immortal Sergeant』（イメージ・コミック、2023年）では、ジョー・ケリーと再びタッグを組み、ベテラン保安官が息子と共に殺人犯探しに繰り出すロードムービーを迫力満点に描く。

## 教育活動
講師として、サラマンカ大学、カサ・アジア、パリ日本文化会館などでコミックや漫画に関する講義を行った。
- 2008年：スペイン日本文化センター（スペイン・サラマンカ）
- 2008年：パリ日本文化会館（フランス・パリ）
- 2009年：スペイン日本文化センター（スペイン・サラマンカ）
- 2010年：パリ日本文化会館（フランス・パリ）
- 2019年：ザ・アニメーション・ワークショップ（デンマーク・ヴィボー）
- 2019年：スクール・オブ・ビジュアル・アーツ（アメリカ・ニューヨーク）
- 2022年：スクール・オブ・ビジュアル・アーツ（アメリカ・ニューヨーク）

## 展示会
| 年   | 名称                          | 他の参加作家 | 会場                                       | 国       |
| ---- | ----------------------------- | ------------ | ------------------------------------------ | -------- |
| 2008 | Images d'un monde flottant    |              | Château de la Chesnaie                     | フランス |
| 2010 | Imágenes de un mundo flotante |              | Studio Banana                              | スペイン |
| 2014 | シェ・にいむら                |              | Gallery Antenna                            | 日本     |
| 2014 | Chez Niimura                  |              | XX Barcelona Manga Convention              | スペイン |
| 2016 | Making a Scene                |              | The Lakes International Comic Art Festival | イギリス |
| 2018 | おとぎばなし                  | 山本美希     | Pinpoint Gallery                           | 日本     |
| 2019 | ケン・ニイムラ原画展          |              | マンガナイトBooks                          | 日本     |
| 2023 | スペイン黄金世紀 ザ・ベスト10 |              | 駐日スペイン大使館                         | 日本     |

## 審査員
審査員として参加したイベント：
- 2006年：シッチェス映画祭（スペイン）
- 2019年：国際コミック・マンガスクールコンテスト（日本）
- 2021年：The Golden Pinwheel Young Illustrators Competition（中国）

## 作風
日本、スペイン、アメリカのコミックからの影響が強く、ユーモアとダイナミズムを特徴としている。多文化的な背景には、多様な国や文化のコミックに触れ、世界の色々な地域で暮らしながらコミックの様々なスタイルについて学んできたことも影響している。『Umami』は、ケン・ニイムラにとって作風のターニングポイントとなる。紆余曲折の末に完成したこの作品では、新たな試みを通じて自分のスタイルを探求し、その後の作品に影響を与えた。また、『Umami』をウェブコミックとして公開したことについて、「作者と読者の間には、流動的で直接的なコミュニケーションが存在し、それはとても貴重なものだ。そのおかげでモチベーションを維持することができる」と述べている。
漫画制作は、脚本形式で書くのではなく、日本的なやり方で、ネーム形式で直接作業を行っている。

## 作品一覧

### 漫画作品
| 年        | 作品名                             | 他の著者       | 出版社                   |
| --------- | ---------------------------------- | -------------- | ------------------------ |
| 2009      | I Kill Giants                      | ジョー・ケリー | イメージ・コミック       |
| 2011      | Zero: JM Ken Niimura Illustrations |                | イメージ・コミック       |
| 2013      | ヘンシン                           |                | 小学館                   |
| 2014      | Traveling                          |                | Norma                    |
| 2017-2018 | Umami                              |                | Panel Syndicate          |
| 2021      | 決して開けてはいけません           |                | Astiberri                |
| 2022      | ペニー・パーカー：アフタースクール |                | マーベル・アンリミテッド |
| 2023      | Immortal Sergeant                  | ジョー・ケリー | イメージ・コミック       |

### 短編
| 年   | 作品名                                  | 他の著者       | 出版社                     | 出版社                   | 国       |
| ---- | --------------------------------------- | -------------- | -------------------------- | ------------------------ | -------- |
| 2007 | La juste                                | Arnaud Bureau  | Le Soir                    |                          | ベルギー |
| 2008 | Las increíbles aventuras de Supercarlos |                | Black #9                   | Coconino Press           | イタリア |
| 2008 | La mala suerte                          | Iván Ferreiro  | Mentiroso mentiroso        | Astiberri                | スペイン |
| 2009 | The other woman                         | ジョー・ケリー | Amazing Spiderman #612     | マーベル・アンリミテッド | アメリカ |
| 2009 | 金色の魚を追って                        |                | MANDALA Vol. 03            | 講談社                   | 日本     |
| 2010 | Norah's last night in NYC               | ジョー・ケリー | Amazing Spiderman #647     | マーベル・アンリミテッド | アメリカ |
| 2013 | Just a kiss                             |                | Spera vol. 3               | Archaia                  | アメリカ |
| 2016 | Boring Sundays                          |                | Gotham Academy #16         | DCコミックス             | アメリカ |
| 2018 | ハートレス                              | ジョー・ケリー | テヅコミvol.1              | マイクロマガジン社       | 日本     |
| 2021 | Traditional Pink Sushi                  |                | Marvel Voices: Identity #1 | マーベル・アンリミテッド | アメリカ |
| 2022 | 理想の家                                |                | 日月十譚                   | トゥーヴァージンズ       | 日本     |

## 受賞歴
| 年   | 名称         | 部門                   | 作品名        | 結果       |
| ---- | ------------ | ---------------------- | ------------- | ---------- |
| 2010 | アイズナー賞 | 最優秀ティーンズ作品   | I Kill Giants | ノミネート |
| 2012 | 国際漫画賞   |                        | I Kill Giants | 最優秀賞   |
| 2019 | アイズナー賞 | 最優秀デジタルコミック | Umami         | 受賞       |

## 映画化
2010年にアイズナー賞の「最優秀ティーンズ作品」部門にノミネートされ、2012年に国際漫画賞を受賞した『I Kill Giants』（2009年）は、マディソン・ウルフ、ゾーイ・サルダナ、イモージェン・プーツ主演で、2018年に『バーバラと心の巨人』として映画化された。2017年にトロント国際映画祭でプレミア上映され、2018年にアメリカの映画館で公開された。現在、Netflixにてストリーミング配信されている。